# Istantanea per un delitto
Istantanea per un delitto è un film giallo del 1974 diretto da Mario Imperoli, accreditato con lo pseudonimo Arthur Saxon.

## Trama
Luca, un playboy, non accetta d'essere lasciato da Mirna, sua amante fissa, e, per tenerla legata a sé, la ricatta con un filmato che la ritrae mentre acquista della droga. Recatosi in vacanza al mare, conosce due fotomodelle, che ospita nella sua barca; appartatosi in un'isola con una di esse (Stefania), in preda a un raptus la strangola lasciandola apparentemente priva di sensi; allontanatosi per cercare aiuto, al suo ritorno la ragazza è scomparsa. Comincia allora a ricevere messaggi ricattatori, dato che qualcuno s'è impadronito dei negativi degli autoscatti che ritraggono le sue effusioni con Stefania sull'isola fino al loro esito drammatico. Scopre infine che le due fotomodelle sono complici di Mirna, che vuole indurlo a cederle il filmino compromettente e non esita a uccidere lui e Stefania.

## Produzione

### Luoghi delle riprese
Il film è girato a Roma, ad Ostuni e nelle Grotte di Castellana.

## Distribuzione
Il film è stato riedito anche nel 1987 col medesimo titolo.